# ジェームズ・ドイル

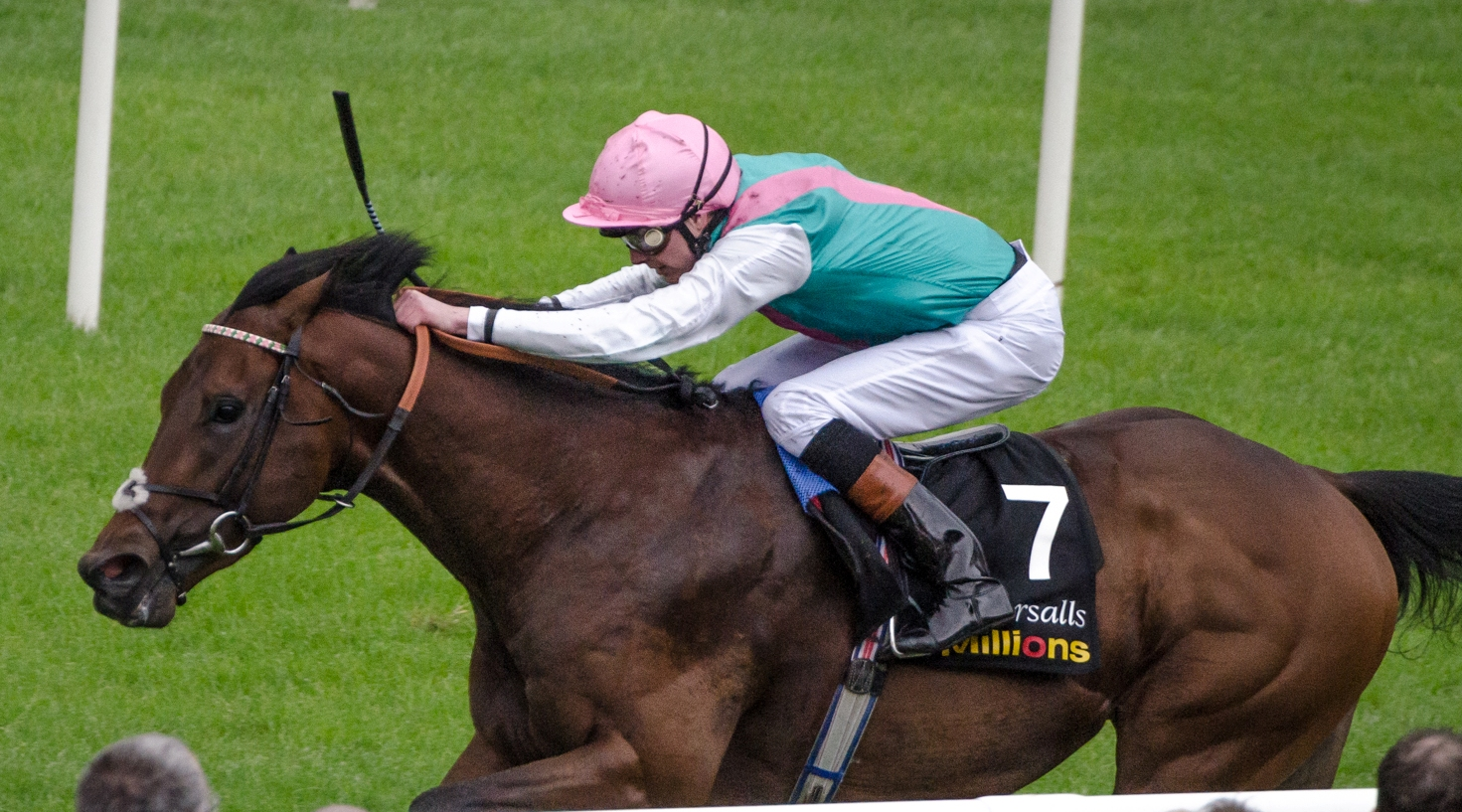
キングマンに騎乗してアイリッシュ2000ギニーを制したジェームズ・ドイル騎手

ジェームズ・ドイル（James Doyle、1988年4月22日 - ）はイギリスの騎手である。ケンブリッジシャー州、ケンブリッジ出身。

## 来歴
母のジャクリーンは元調教師、姉のソフィーは騎手という競馬一家に生まれ、2004年6月にグッドウッド競馬場でデビュー。翌年のウォルヴァーハンプトン競馬場で初勝利を飾った。  
2012年にドバイデューティーフリーでシティスケープに騎乗し、G1初騎乗・初制覇を達成。2013年に入ると、シティスケープと同じロジャー・チャールトン厩舎のアルカジームでプリンスオブウェールズステークスやエクリプスステークスなどのG1に優勝。
同年夏にはシティスケープの馬主であったハーリド・ビン・アブドゥッラー（アブドゥッラー殿下）の主戦騎手に選出された。
2015年からは、ウィリアム・ビュイック騎手とともにムハンマド・ビン・ラーシド・アール・マクトゥーム（シェイク・モハメド）率いるゴドルフィンの主戦騎手となった。
2023年10月にゴドルフィンとの専属契約を解除し、次期からカタール首長タミーム・ビン・ハマド・アール＝サーニー（シェイク・タミム）率いるワースナンレーシングの主戦騎手になることが発表された。

## 成績

### 年度別成績表

#### イギリス
| シーズン | 騎乗数 | 勝利  | 勝利 | 勝率 | 獲得賞金  |
| シーズン | 騎乗数 | 勝数  | 順位 | 勝率 | 獲得賞金  |
| -------- | ------ | ----- | ---- | ---- | --------- |
| 2004年   | 16     | 0勝   | ?位  | .00  | 1094      |
| 2005年   | 150    | 8勝   | ?位  | .05  | 5万4914   |
| 2006年   | 759    | 73勝  | ?位  | .10  | 57万3325  |
| 2007年   | 624    | 41勝  | ?位  | .07  | 26万9508  |
| 2008年   | 638    | 52勝  | ?位  | .08  | 25万4649  |
| 2009年   | 379    | 28勝  | ?位  | .07  | 18万6665  |
| 2010年   | 369    | 29勝  | ?位  | .08  | 15万7287  |
| 2011年   | 639    | 76勝  | ?位  | .12  | 29万0938  |
| 2012年   | 580    | 80勝  | ?位  | .14  | 107万5535 |
| 2013年   | 601    | 82勝  | ?位  | .14  | 176万1236 |
| 2014年   | 682    | 121勝 | ?位  | .18  | 330万3997 |
| 2015年   | 608    | 121勝 | ?位  | .20  | 317万7041 |
| 2016年   | 541    | 98勝  | ?位  | .18  | 220万4493 |
| 2017年   | 501    | 110勝 | ?位  | .22  | 333万7313 |

※金額の単位はUKポンド。
出典：

#### アラブ首長国連邦
| シーズン      | 騎乗数 | 勝利 | 勝利 | 勝率 | 獲得賞金   |
| シーズン      | 騎乗数 | 勝数 | 順位 | 勝率 | 獲得賞金   |
| ------------- | ------ | ---- | ---- | ---- | ---------- |
| 2011年/2012年 | 198    | 23勝 | 4位  | .116 | 1300万7430 |
| 2012年/2013年 | 172    | 12勝 | 9位  | .069 | 143万3438  |
| 2013年/2014年 | 130    | 13勝 | 10位 | .100 | 203万8792  |
| 2014年/2015年 | 56     | 13勝 | 9位  | .232 | 798万5008  |
| 2015年/2016年 | 37     | 6勝  | 19位 | .162 | 416万6864  |
| 2016年/2017年 | 5      | 0勝  | 85位 | .000 | 1万8950    |
| 2017年/2018年 | 29     | 6勝  | 18位 | .206 | 555万2200  |

※金額の単位はUAEディルハム。
出典：

### 主な勝ち鞍
- 2012年
  - ドバイデューティーフリー （Cityscape）

- 2013年
  - タタソールズゴールドカップ （Al Kazeem）
  - プリンスオブウェールズステークス （Al Kazeem）
  - エクリプスステークス （Al Kazeem）
  - モイグレアスタッドステークス （Rizeena）

- 2014年
  - アイリッシュ2000ギニー （Kingman）
  - タタソールズゴールドカップ （Noble Mission）
  - セントジェームスパレスステークス （Kingman）
  - サンクルー大賞 （Noble Mission）
  - サセックスステークス （Kingman）
  - ジャック・ル・マロワ賞 （Kingman）
  - チャンピオンステークス （Noble Mission）

- 2015年
  - マクトゥームチャレンジラウンド3 （African Story）
  - ジェベルハッタ （Hunter's Light）
  - ロッキンジステークス （Night Of Thunder）
  - タタソールズゴールドカップ（Al Kazeem）
  - ファルマスステークス （Amazing Maria）

- 2017年
  - セントジェームスパレスステークス （Barney Roy）
  - アスコットゴールドカップ （Big Orange）
  - ムーラン・ド・ロンシャン賞 （Ribchester）
  - マルセルブサック賞 （Wild Illusion）

- 2018年
  - ジェベルハッタ （Blair House）
  - アルクォズスプリント （Jungle Cat）
  - プリンスオブウェールズステークス （Poet's Word）
  - アイリッシュオークス （Sea Of Class）
  - キングジョージ6世&クイーンエリザベスステークス （Poet's Word）
  - ヨークシャーオークス （Sea Of Class）
  - サールパートクラークステークス （Jungle Cat）

- 2019年
  - キングズスタンドステークス （Blue Point）
  - ダイヤモンドジュビリーステークス （Blue Point）
  - スプリントカップ （Hello Youmzain）
  - ノーザンダンサーターフステークス （Old Persian）
- 2020年
  - プリンスオブウェールズステークス （Lord North）
  - バーデン大賞 （Barney Roy）
  - クリテクリウムドサンクルー （Gear Up）
- 2021年
  - カドラン賞 （Trueshan）

出典：